# Pachyminixi bifasciatum
Pachyminixi bifasciatum är en stekelart som först beskrevs av Schulthess 1904.  Pachyminixi bifasciatum ingår i släktet Pachyminixi och familjen Eumenidae. Inga underarter finns listade i Catalogue of Life.